# Japão nos Jogos Olímpicos de Inverno de 1992
O Japão mandou 60 competidores que disputaram onze modalidades nos Jogos Olímpicos de Inverno de 1992, em Albertville, na França. A delegação conquistou 7 medalhas no total, sendo uma de ouro, duas de prata, e quatro de bronze.